# Fredonia, Kentucky
Fredonia är en ort i  Caldwell County, Kentucky, USA. År 2000 hade orten 420 invånare. Den har enligt United States Census Bureau en area på 1,7 km², allt är land.